# Minuteman Missile National Historic Site

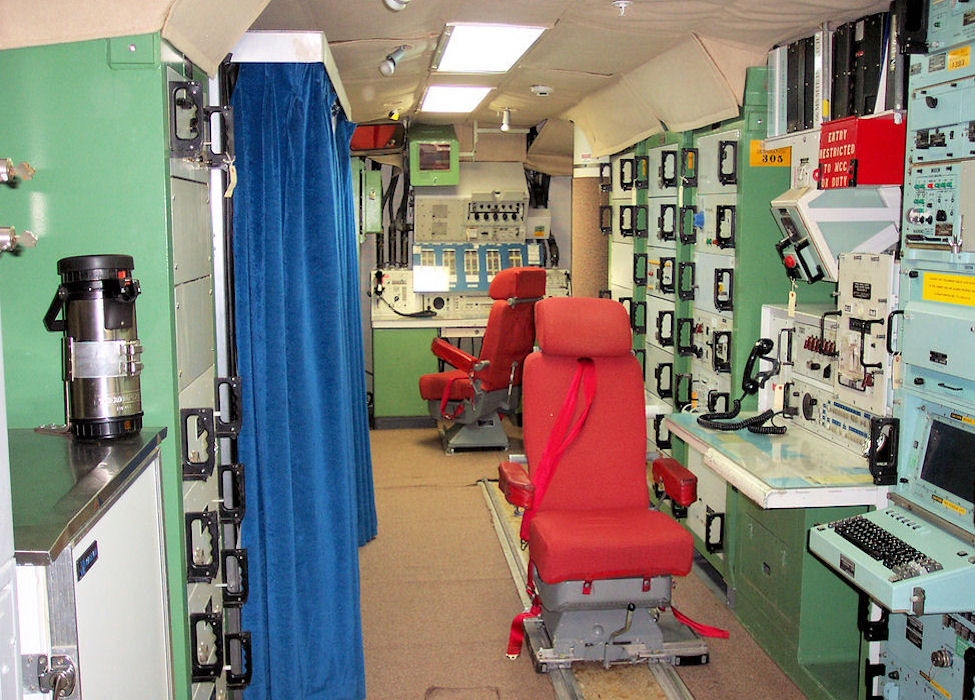
Startkonsole

Die Minuteman Missile National Historic Site ist eine National Historic Site in South Dakota.
Das Museum zeigt das letzte noch bestehende Startsilo für Minuteman-II-Interkontinentalraketen.